# Parc de l'Évêché d'Amiens
Le Parc de l'Évêché est un jardin public qui borde le côté nord du chœur de la cathédrale d'Amiens.

## Historique
Selon la tradition orale, un souterrain dont l'entrée se situait en bas de la rue Metz l’Évêque (près du canal du Hocquet), traversait le parc, l'Evêché et débouchait de l'autre côté. Le souterrain est aujourd'hui inaccessible.
C'est dans ce parc qu'eut lieu, en juin 1625 une rencontre entre la reine Anne d'Autriche et le duc de Buckingham qui se jeta à ses pieds. La reine poussa un cri de surprise provoquant l'arrivée des dames de sa suite ce qui contraignit le duc à se retirer.
Au XVIIIe siècle, le parc présentait un aspect différent de celui d'aujourd'hui. Il était un peu plus vaste et composé pour l'essentiel d'un jardin à la française. Il fut transformé en parc à l'anglaise dans la seconde moitié du XIXe siècle. Le portail monumental ouvrant le parc sur la place Saint-Michel, fut construit en 1748, sur les plans de l'architecte Pierre-Joseph Christophle, sous l'épiscopat de Mgr d'Orléans de La Motte. Il était flaqué de chaque côté par deux colonnes avec chapiteaux toscans et surmonté des armoiries sculptées de l'évêque, encadrées par deux lions de pierre. Les Frères Duthoit en réalisèrent un dessin. En 1854, Eugène Viollet-le-Duc fit démolir ce portail et le fit remplacer par le portail néo-gothique actuel.
Dans ce parc avait été construit au cours de la Seconde Guerre mondiale des abris pour protéger les habitants des bombardements aériens. Ces abris ont été comblés et recouverts de terre après la guerre.

## Caractéristiques
Le parc de l'évêché est un jardin à l'anglaise, d'un hectare, reliant la place Saint-Michel (avec la statue de Pierre l'Ermite) au parvis de la cathédrale Notre-Dame d'Amiens et le quartier Saint-Leu grâce à une passerelle ouverte en 1998.
Il offre de belles vues sur le chevet de la cathédrale, la flèche, le flanc nord de l'édifice et conduit à l'ancien palais épiscopal qui abrite aujourd'hui une école supérieure de commerce.
Il a été planté d'arbres (marronniers, tilleuls, platanes, résineux...) aux XIXe et XXe siècles et a été réaménagé en 2006. Des pelouses et des massifs de plantes vivaces complètent l'ornementation.

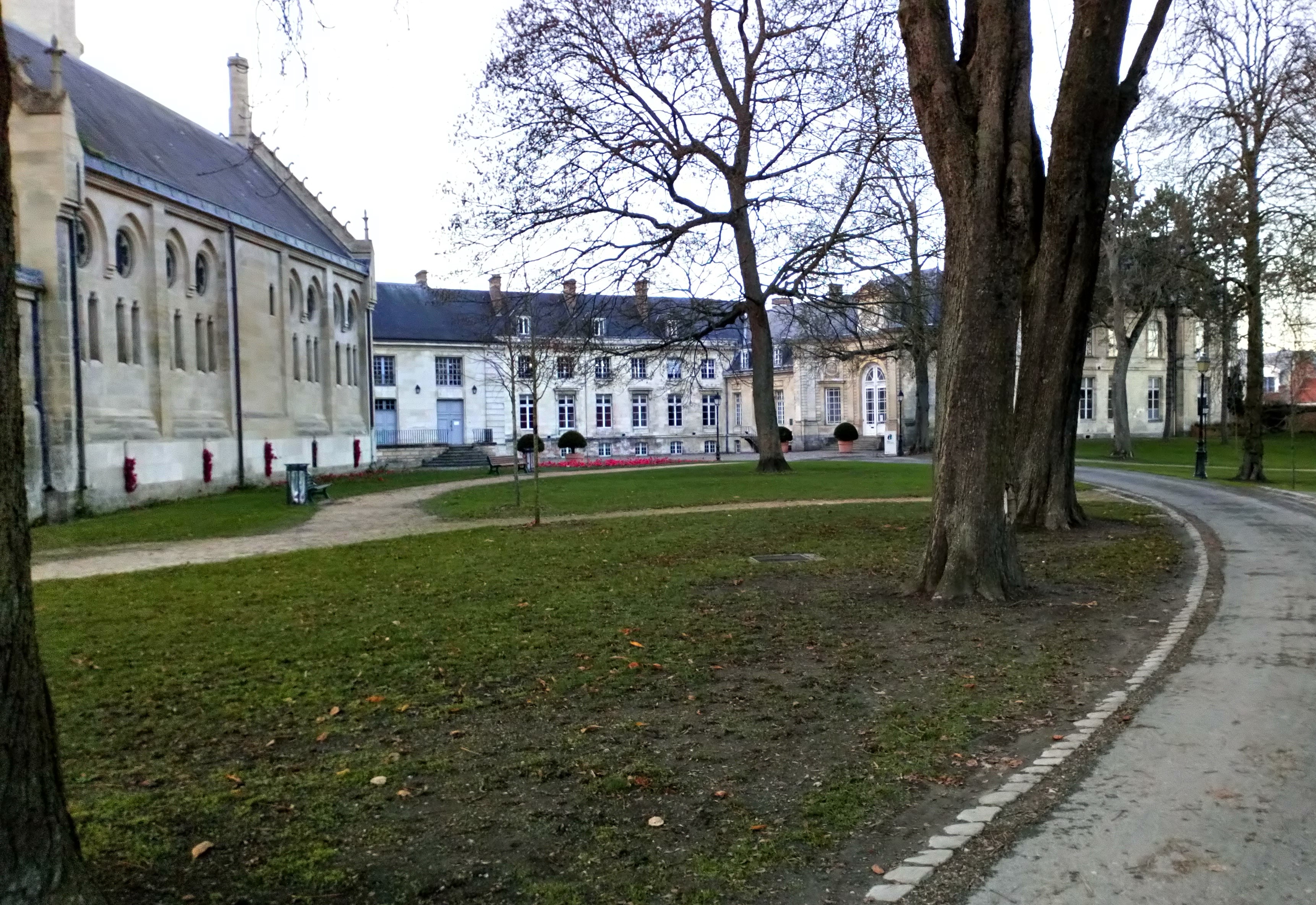
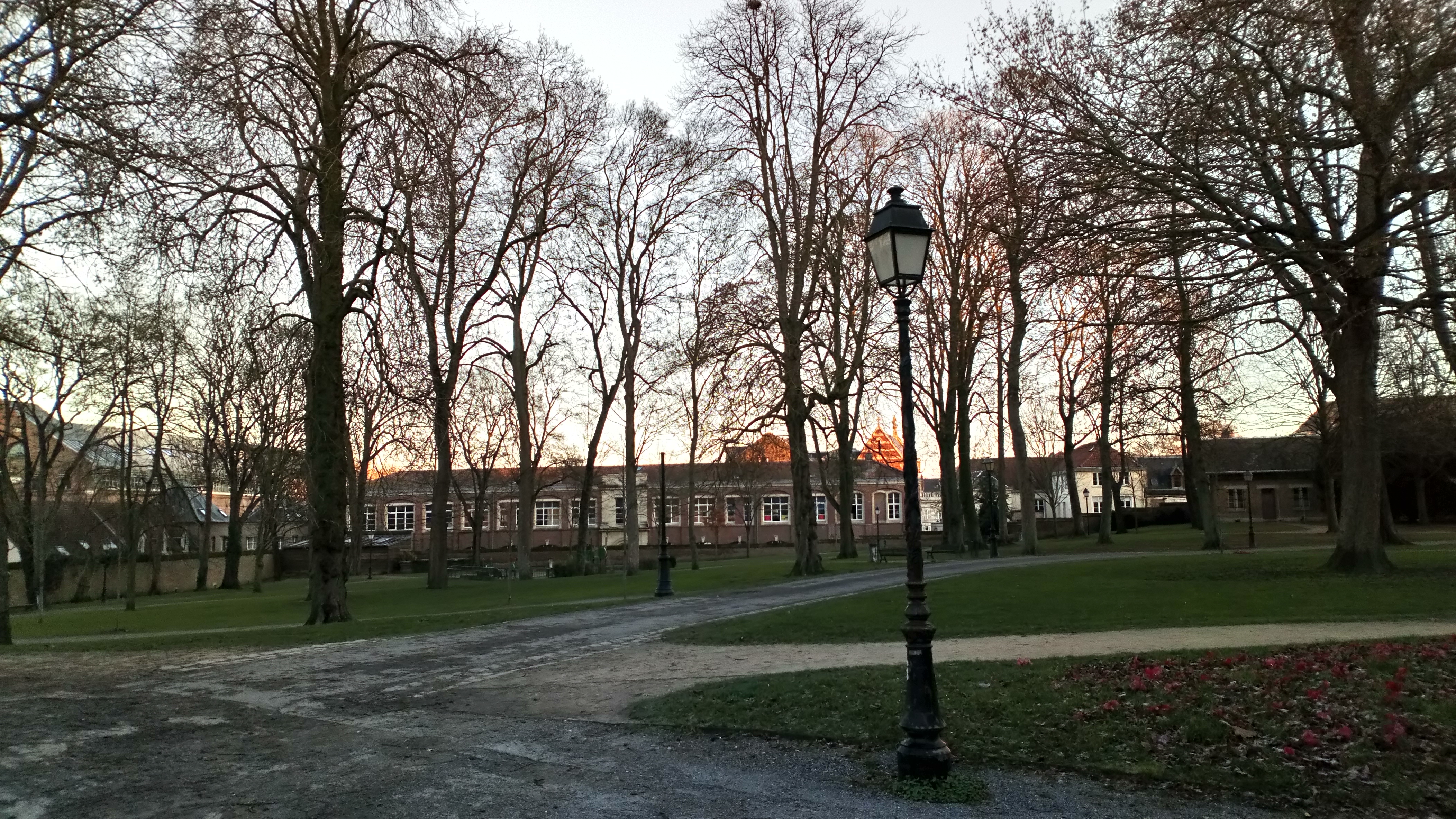
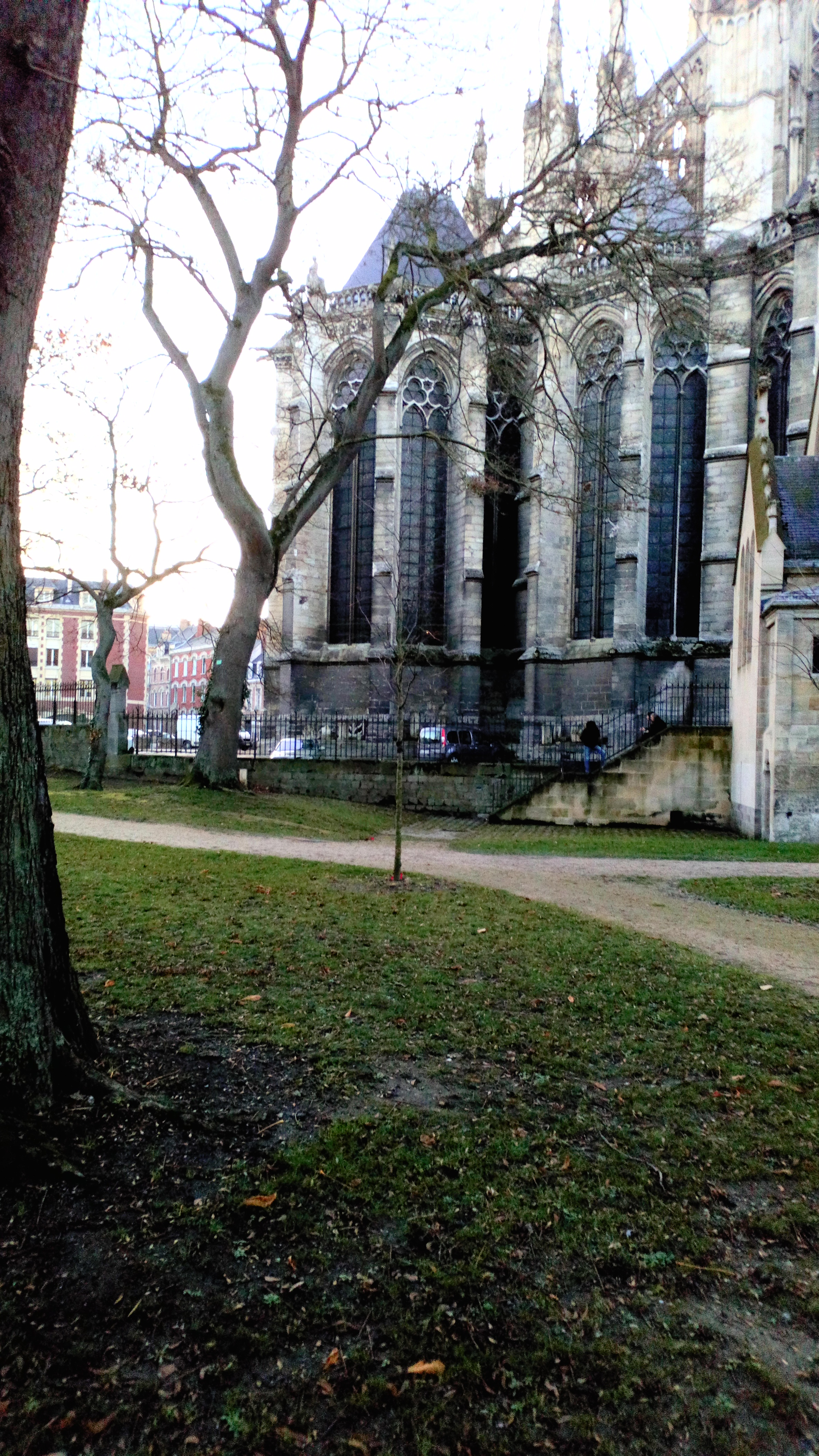